# 아스리

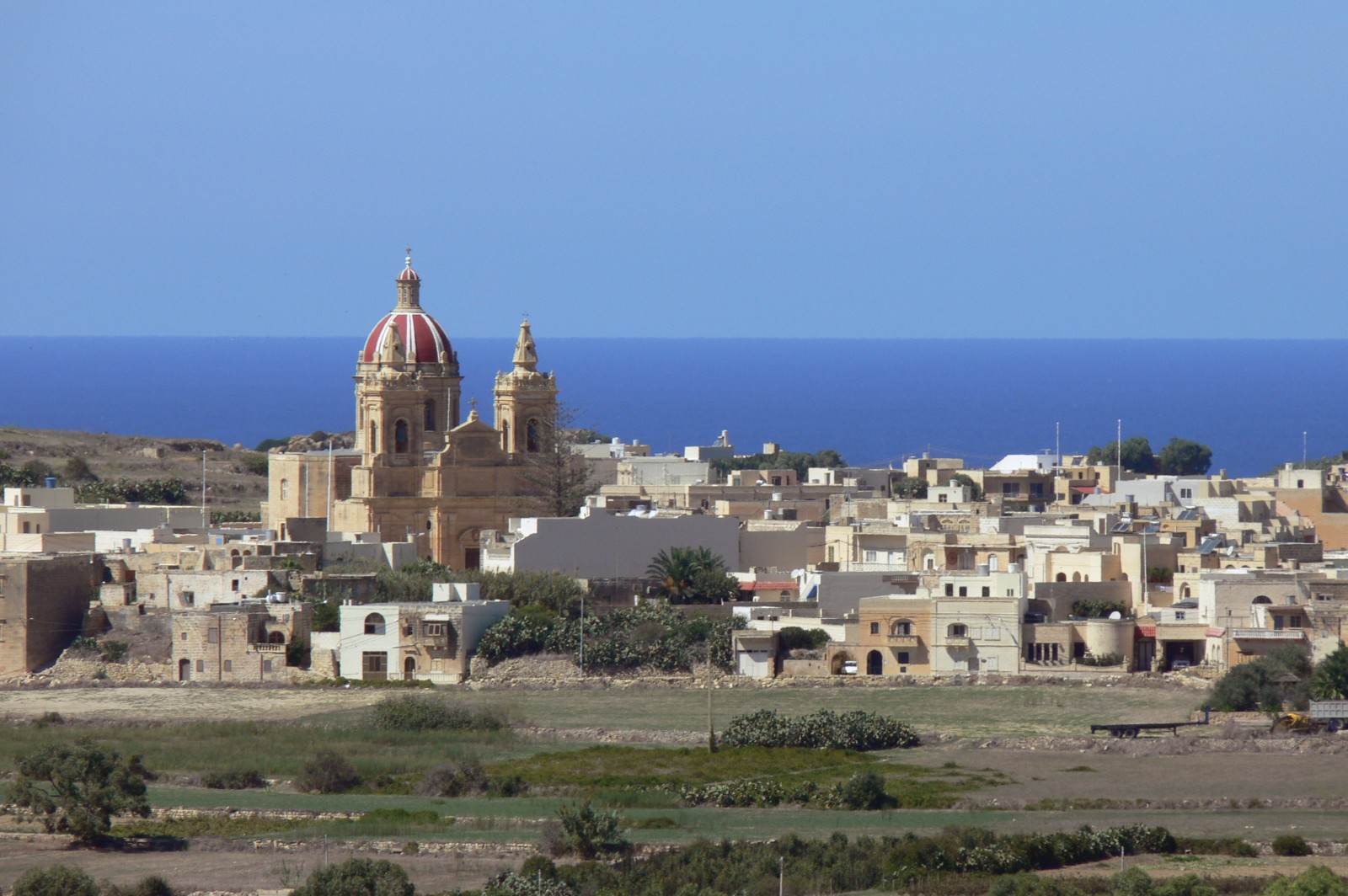
아스리 시가지

아스리의 위치

아스리(몰타어: Għasri)는 몰타 고조섬 서부에 위치한 도시로 면적은 5.0km2, 인구는 521명(2011년 3월 기준), 인구 밀도는 100명/km2이다.

시기
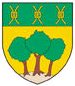
시 문장